# Вожна
Вожна — река в России, протекает в Солигаличском районе Костромской области. Устье реки находится в 29 км по левому берегу реки Солда. Длина реки составляет 12 км.
Исток реки южнее деревни Давыдково на Галичской возвышенности в 29 км к юго-западу от Солигалича. В верхнем течении течёт на север по лесу, протекает деревни Попово, Жилино и Денисово, после чего поворачивает на восток. Крупнейший приток — Косоноговка (правый). Впадает в Солду у деревни Асташево.

## Данные водного реестра
По данным государственного водного реестра России относится к Верхневолжскому бассейновому округу, водохозяйственный участок реки — Кострома от истока до водомерного поста у деревни Исады, речной подбассейн реки — Волга ниже Рыбинского водохранилища до впадения Оки. Речной бассейн реки — (Верхняя) Волга до Куйбышевского водохранилища (без бассейна Оки).
Код объекта в государственном водном реестре — 08010300112110000011833.